# Strumigenys hemidisca
Strumigenys hemidisca är en myrart som beskrevs av Brown 1953. Strumigenys hemidisca ingår i släktet Strumigenys och familjen myror. Inga underarter finns listade i Catalogue of Life.